# Antropogen
Med antropogena (av grekiskans anthropos = människa och genese = skapat) processer eller effekter menas sådana som kan härledas ur mänskliga aktiviteter, i motsats till fenomen som ägt eller äger rum i ett naturligt, av människan icke påverkat, tillstånd. Antropogena processer/effekter kan vara såväl avsiktliga som oavsiktliga. Termen används ofta i miljödebatten, i relation till naturens egna processer, till exempel i fråga om klimatförändringar, igenväxande sjöar, utdöende arter och andra förändringar där det finns såväl en ”naturlig” som en antropogen bakgrundsförklaring.
Även plast kan betraktas som något antropogent, då det inte förekommer naturligt.
Det är de antropogena effekterna som ger upphov till den föreslagna nya epoken antropocen.